# Campionato europeo di taekwondo 2018
Il Campionato europeo di taekwondo 2018 è stata la 23ª edizione della competizione. Si è svolto a Kazan', in Russia, dal 10 al 13 maggio 2018.

## Medagliere
| Posiz. | Nazione       | Oro | Argento | Bronzo | Totale |
| ------ | ------------- | --- | ------- | ------ | ------ |
| 1      | Russia        | 4   | 5       | 6      | 15     |
| 2      | Turchia       | 3   | 3       | 3      | 9      |
| 3      | Gran Bretagna | 3   | 1       | 2      | 7      |
| 4      | Croazia       | 3   | 0       | 5      | 8      |
| 5      | Spagna        | 1   | 3       | 1      | 5      |
| 6      | Azerbaigian   | 1   | 0       | 2      | 3      |
| 6      | Polonia       | 1   | 0       | 2      | 3      |
| 8      | Moldavia      | 0   | 1       | 1      | 2      |
| 9      | Paesi Bassi   | 0   | 1       | 0      | 1      |
| 9      | Lettonia      | 0   | 1       | 0      | 1      |
| 11     | Germania      | 0   | 0       | 3      | 3      |
| 12     | Italia        | 0   | 0       | 2      | 2      |
| 13     | Serbia        | 0   | 0       | 1      | 1      |
| 13     | Francia       | 0   | 0       | 1      | 1      |
| 13     | Ucraina       | 0   | 0       | 1      | 1      |
| 13     | Norvegia      | 0   | 0       | 1      | 1      |
| 13     | Slovenia      | 0   | 0       | 1      | 1      |
| Totale | Totale        | 16  | 16      | 32     | 64     |

## Podi

### Maschili
| Specialità      | Oro                  | Argento               | Bronzo                             |
| Fino a 54 kg    | Adrián Vicente Yunta | Magomed Gagiev        | Vito Dell'Aquila Deniz Dagdelen    |
| Fino a 58 kg    | Michail Artamonov    | Jesús Tortosa Cabrera | Valerij Šimanov Stepan Dimitrov    |
| Fino a 63 kg    | Lovre Brečić         | Hakan Reçber          | Bradly Sinden Deni Andrun          |
| Fino a 68 kg    | Christian McNeish    | Sarmat Cakoev         | Vjačeslav Minin Karol Robak        |
| Fino a 74 kg    | Toni Kanaet          | Muhammed Yıldız       | Peter Longobardi Piero Maric       |
| Fino a 80 kg    | Maksim Chramcov      | Aaron Cook            | Milad Beigi Richard André Ordemann |
| Fino a 87 kg    | Vladislav Larin      | Daniel Ros Gómez      | Ivan Trajkovič Alexander Bachmann  |
| Oltre gli 87 kg | Radik Isayev         | Roman Kuznecov        | Jurij Kiričenko Oleg Kuznecov      |

### Femminili
| Specialità    | Oro                  | Argento                    | Bronzo                              |
| Fino a 46 kg  | Rukiye Yıldırım      | Dina Pouryounes Langeroudi | Jordyn Smith Iryna Romoldanova      |
| Fino a 49 kg  | Kristina Tomić       | Natal'ja Antipenko         | Patimat Abakarova Yasmina Aziez     |
| Fino a 53 kg  | Tat'jana Kudašova    | Inese Tarvida              | Tijana Bogdanović Madeline Folgmann |
| Fino a 57 kg  | Jade Jones           | Hatice Kübra İlgün         | Patrycja Adamkiewicz Marija Štetić  |
| Fino a 62 kg  | İrem Yaman           | Marta Calvo Gómez          | Rabia Bachmann Kristina Beroš       |
| Fino a 67 kg  | Lauren Williams      | Nur Tatar                  | Polina Jan Daniela Rotolo           |
| Fino a 73 kg  | Nafia Kuş            | Arina Životkova            | Cecilia Castro Burgos Iva Radoš     |
| Oltre i 73 kg | Aleksandra Kowalczuk | Bianca Walkden             | Sude Bulut Ol'ga Ivanova            |